# Неполнохвостые
Неполнохвостые крабы (лат. Anomura) — инфраотряд десятиногих ракообразных из подотряда Pleocyemata. Насчитывают около 2500 современных и 230 ископаемых видов. Неполнохвостые — разнообразная группа, представители могут быть очень непохожими друг на друга не только даже в пределах семейств. Одни из характерных представителей неполнохвостых — раки-отшельники, обитающие в пустых раковинах моллюсков.

## Крабовидные неполнохвостые
Названия многих неполнохвостых включают слово «краб», хотя они и не относятся инфраотряду настоящих крабов (Brachyura). У большинства крабовидных представителей хорошо заметны только восемь ходных ног, две другие используются для регулярной очистки жабр и скрыты под панцирем, тогда как у настоящих крабов (Brachyura) такой способ очистки жабр используется сравнительно редко.

## Классификация
По данным World Register of Marine Species, на май 2025 года инфраотряд включает 6 современных и 2 вымерших надсемейства:
- Aegloidea Dana, 1852
- Chirostyloidea Ortmann, 1892
- † Eocarcinoidea Withers, 1932
- Galatheoidea Samouelle, 1819
- † Gastrodoroidea Van Bakel, Fraaije, Jagt & Artal, 2008
- Hippoidea Latreille, 1825
- Lomisoidea Bouvier, 1894
- Paguroidea Latreille, 1802

## Иллюстрации

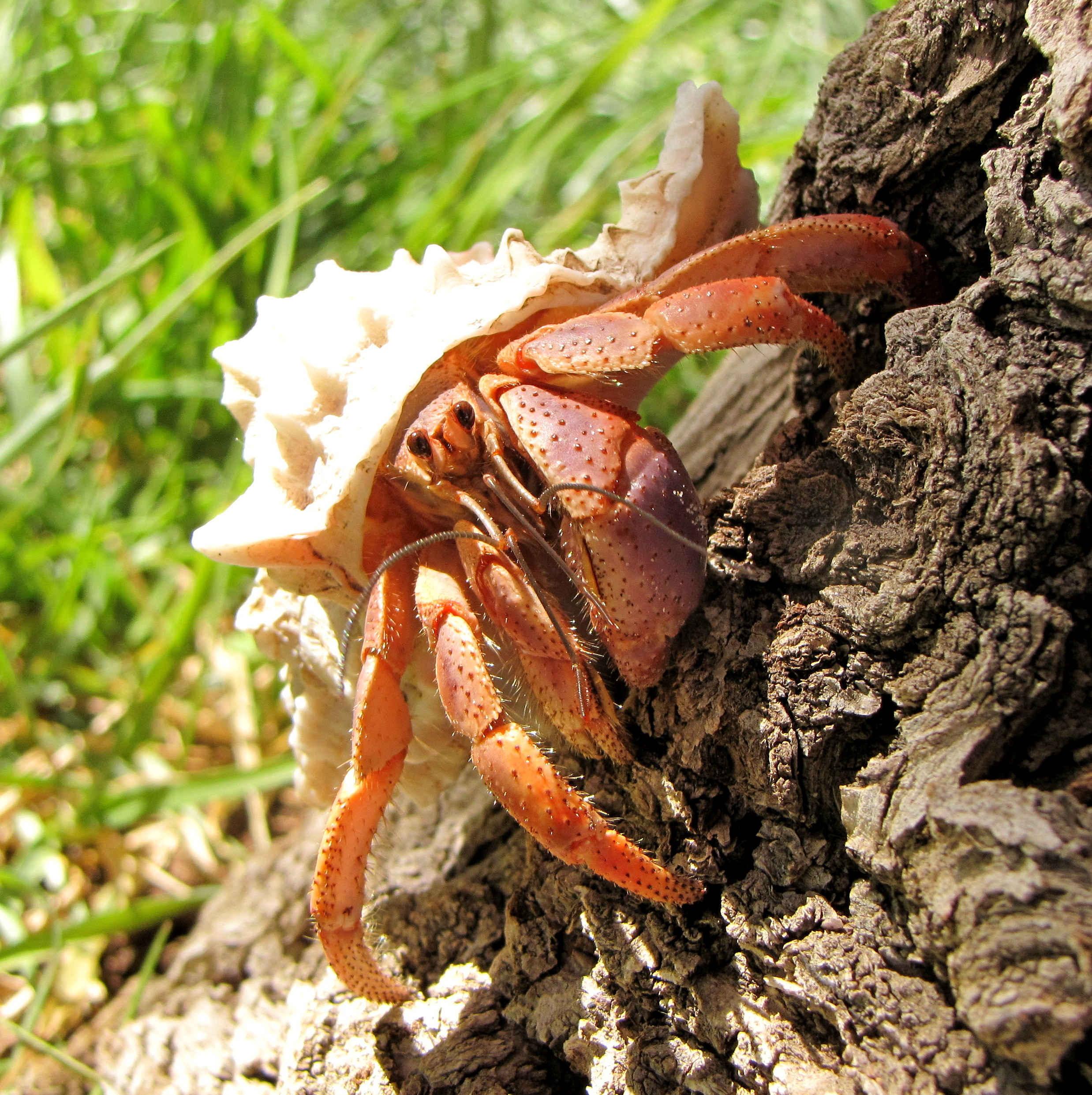
Рак-отшельник Coenobita clypeatus (Paguroidea)
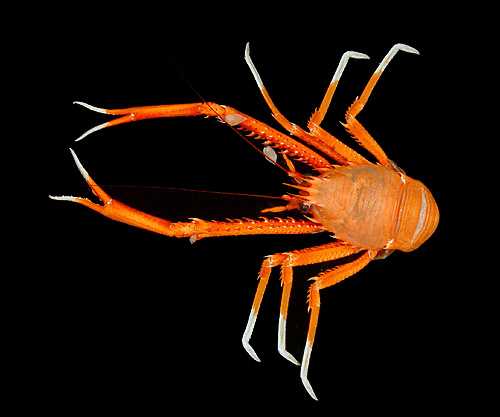
Eumunida picta (Chirostyloidea)
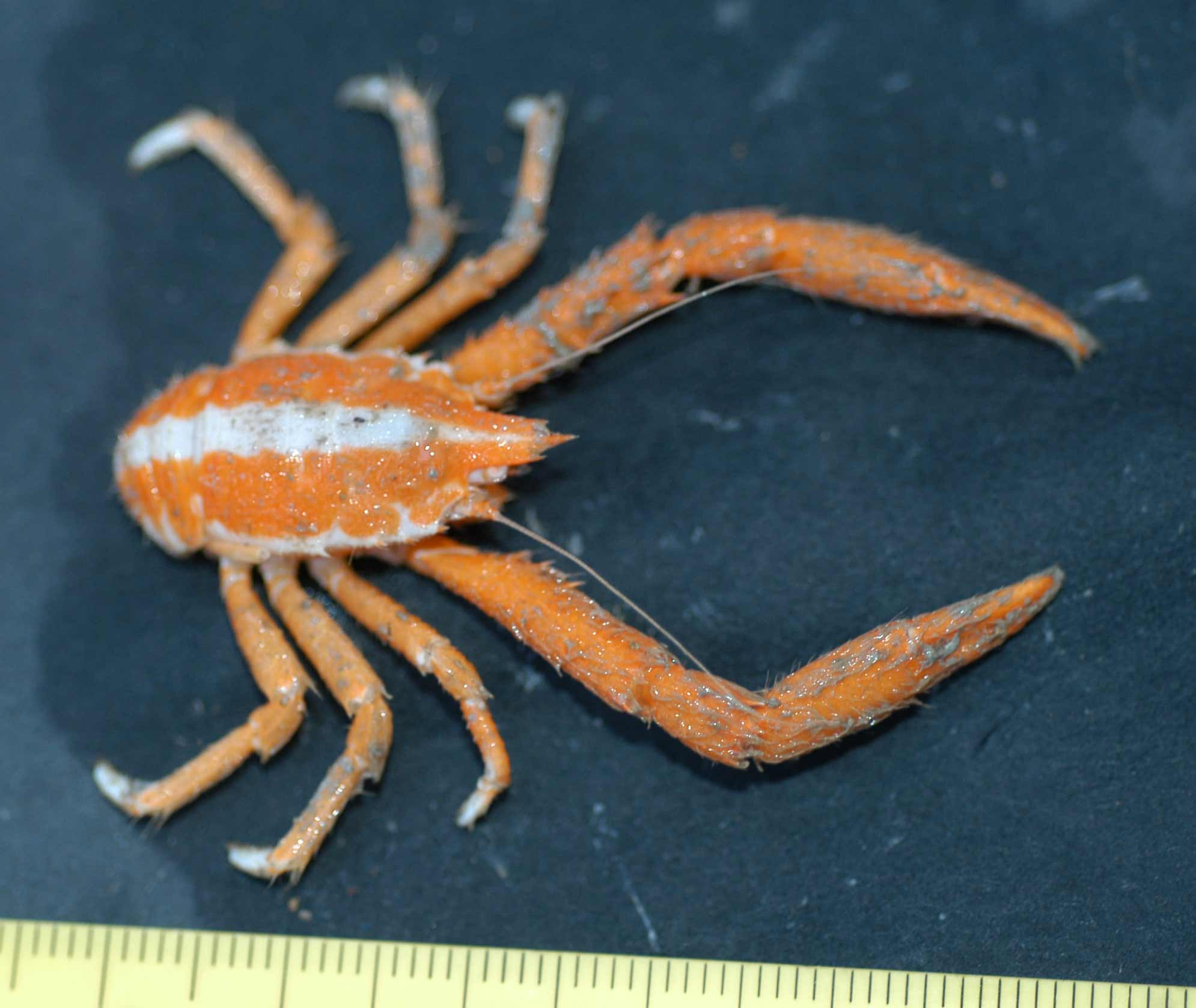
Munidopsis tridentata (Galatheoidea)
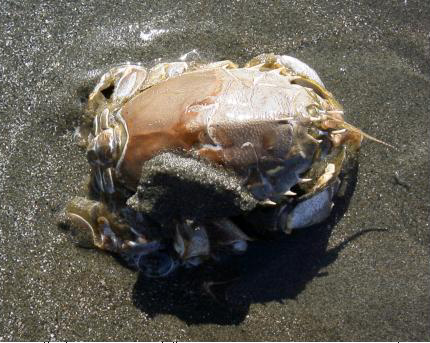
Blepharipoda occidentalis (Hyppoidea)
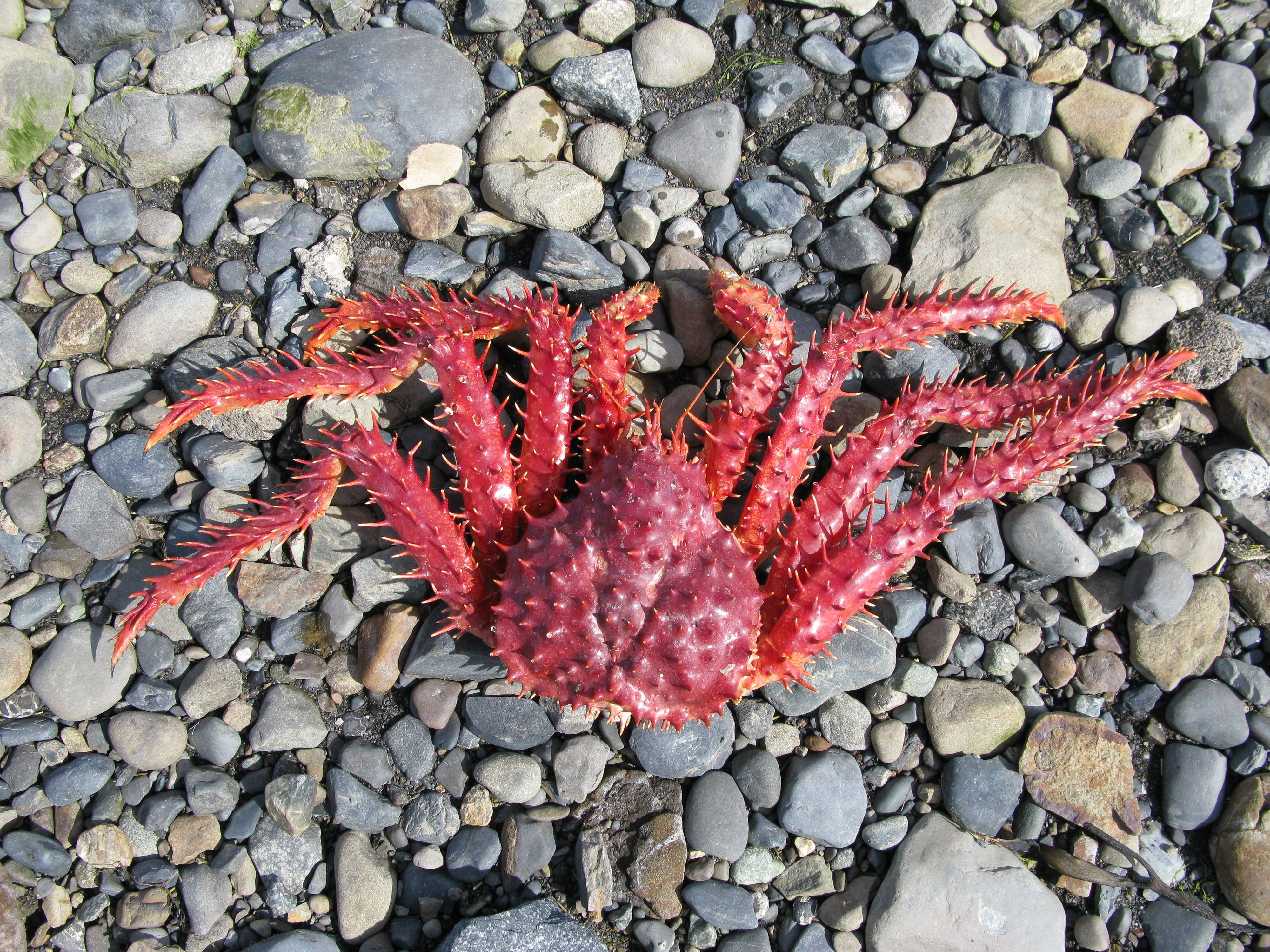
Lithodes santolla (Lithodoidea)
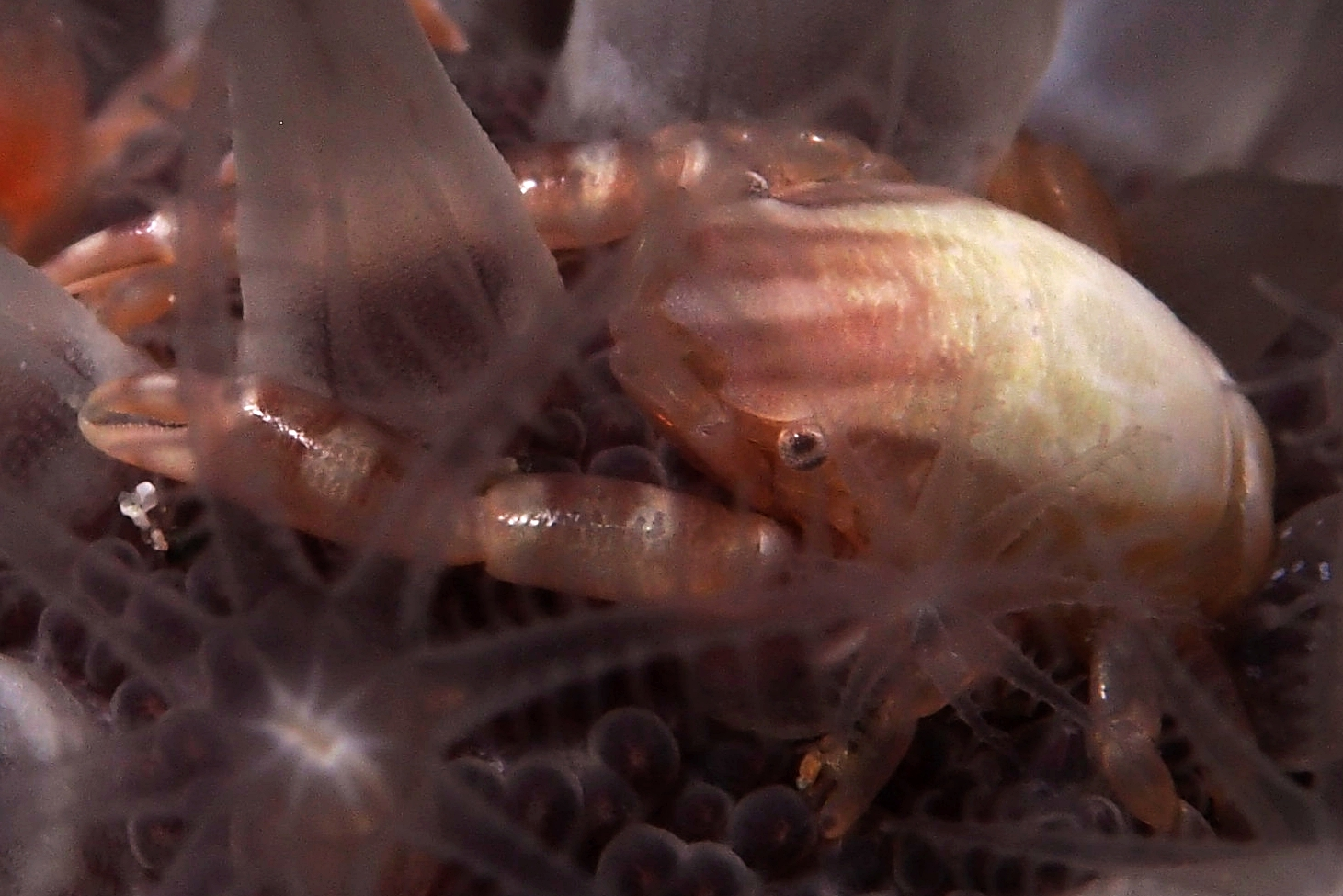
Lissoporcellana nakasonei (Porcellanidae)